# David Cebulla
David Cebulla ([ˈdaːvɪt tseːbʊla]; * 1991 in Jena) ist ein deutscher Naturfilmer und Regisseur.

## Leben
David Cebulla wuchs in Jena auf. Er studierte Biologie und Ökologie an der Friedrich-Schiller-Universität Jena und forschte dendrochronologisch zur Klimaangepasstheit einzelner Baumarten. Ab 2015 arbeitete er filmschaffend an verschiedenen Produktionen mit, u. a. für das ZDF, Warner Bros. und als Regieassistent sowie Produktionsleiter für den Serien-Teaser von "Azur". Von 2016 bis April 2018 war er Social-Media- und Artist-Manager des Tier- und Naturfilmers Andreas Kieling. Seit 2019 ist Cebulla hauptberuflich als Filmemacher tätig.

## Schaffen
Überwiegend produziert Cebulla Dokumentarfilme über Naturthemen. Veröffentlicht werden seine Filme per Video-on-Demand u. a. auf Prime Video, Vimeo on Demand und Pantaray TV sowie auf DVD. Er zeigt seine Filme vor Publikum und hält Vorträge. Bei der Filmproduktion nutzt Cebulla ökologische Methoden zum Nachweis von Wildtieren und tritt selbst als Protagonist auf. Seine Eigenproduktionen sind dafür bekannt, dass er ausschließlich wild lebende Tiere zeigt.
2016 drehte er den Kurzfilm "Verborgene Schönheit – Die Orchideen des Saaletals", in dem er einige der seltensten Orchideenarten Deutschlands suchte. In "Die Rückkehr der Wildkatze" aus dem Jahr 2020 begab sich Cebulla auf die Suche nach der Europäischen Wildkatze und dokumentierte neben genetischen Nachweisen auch seltene Aufnahmen von frei lebenden Wildkatzen. Im Jahr 2022 veröffentlichte er den Film "Wilde Wälder", der in Deutschland auf Platz 11 und in Österreich auf Platz 15 der gebündelten Filmcharts jeglicher Streamingdienste von JustWatch erreichte. Für den Film beobachtete er ein Jahr lang das Leben in forstlichen ruhenden Wäldern und dokumentierte Wildtiere in ihrem natürlichen Lebensraum. Dabei war er auch wieder Protagonist des Filmes.
Im Januar 2025 veröffentlichte Cebulla das bislang umfangreichste Filmprojekt über den Feldhamster. Für "Die letzten Feldhamster" filmte er drei Jahre lang wilde Feldhamster in Deutschland, seltene schwarze Feldhamster, Friedhofshamster in Wien, Nachzucht in Frankreich, kleinteilige Landwirtschaft in Polen, Hamsterfang in Ungarn und Feldhamster in der Steppe Kasachstans.

## Filmografie (Auswahl)
- 2017: Verborgene Schönheit – Die Orchideen des Saaletals
- 2020: Die Rückkehr der Wildkatze
- 2022: Wilde Wälder
- 2025: Die letzten Feldhamster

## Auszeichnungen (Auswahl)
Allgemein
- 2018: Medaille „Menschen 2017“ für besondere kulturelle Verdienste im Freistaat Thüringen[17]
- 2019: Walter-Dexel-Stipendium der Stadt Jena und der Stadtwerke Energie Jena-Pößneck[18]

Verborgene Schönheit – Die Orchideen des Saaletals
- 2018: Internationaler Filmwettbewerb Natur und Abenteuer Dortmund – 1. Platz Naturfilm[19][20]
- 2019: Virgin Spring Cinefest – Winner (Gold): Film on nature / environment / wildlife[21]
- 2019: International Open Film Festival (IOFF) – Best Award: Film on nature / environment / wildlife[22]

Die Rückkehr der Wildkatze
- 2020: Virgin Spring Cinefest – Winner (Gold): Film on nature / environment / wildlife[23]
- 2020: Nature Without Borders International Film Festival – Wildlife/Nature Documentaries – Excellence[24]
- 2022: Tulum World Environment Film Festival – Jury’s Award Feature Films: Ocean and Wildlife Conservation[25]

Wilde Wälder
- 2023: Virgin Spring Cinefest – Winner: Film on nature / environment / wildlife[26]